# 히노 리에세

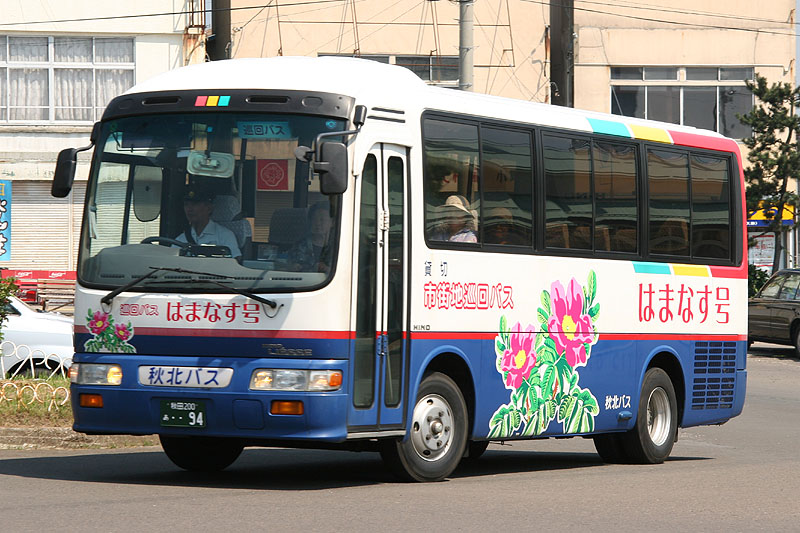
히노 리에세

히노 리에세(영어: Hino Liesse, 일본어: 日野・リエッセ 히노 리엣세
[*])는 일본 J버스사가 생산하고 히노 자동차에서 판매하는 중형 버스로 1995년부터 2011년까지 출시되었다.

## 개요
1996년 5월 토요타 자동차와 OEM 공급을 시작했다. 토요타 자동차에서 히노 자동차에 기존에 생산된 토요타 코스터 모델을 히노 리에세 II 로 OEM 공급을 시작했고 2003년까지 히노 자동차에서 토요타 자동차에 리에세 RX 모델을 토요타 코스터 R로 OEM 공급했다. 2003년에 이스즈 자동차로 이스즈 저니-J 모델을 OEM 공급했으나, 2004년 8월에 풀모델 체인지로 통합 모델이 되면서 J버스에서 공급하는 모델로 공급하기 시작했다.

## 라인업
- 히노 자동차의 소형버스 라인업은 다음과 같다.

|               | 1995년 상반기 | 1995년 하반기 | 1996년부터 2002년까지 | 2003년부터 2004년까지 | 2005년부터 2011년까지 | 2012년부터 현재까지 |
| ------------- | ------------- | ------------- | --------------------- | --------------------- | --------------------- | ------------------- |
| 히노 자동차   | 레인보우 RB계 | 레인보우 RX계 | 레인보우 RX계         | 레인보우 RX계         | 레인보우 RX계         |                     |
| 히노 자동차   | 레인보우 AB계 |               | 리에세 B계            | 리에세 B계            | 리에세 B계            | 리에세 B계          |
| 토요타 자동차 |               |               | 리에세 RX계           | 리에세 RX계           |                       |                     |
| 이스즈 자동차 |               |               |                       | 저니-J (RX계)         | 저니-J (RX계)         |                     |

- 또한 PB계-RX계 이후의 모델은 다음과 같다.

|                          | 히노 리에세     | 이스즈 저니 J   |
| ------------------------ | --------------- | --------------- |
| 전세버스                 | 슈퍼 투어링     | 슈퍼 커스텀     |
| 자가용 (리클라이닝 사양) | 슈퍼 디럭스     | 커스텀          |
| 자가용 (일반 사양)       | 디럭스          | 디럭스          |
| 시내버스                 | 스텝리프트 버스 | 스텝리프트 버스 |

## 모델

### 히노 리에세

#### KC-RX4JFAA
1995년 8월에 최초로 출시 했으며 엔진은 J05C형과 터보 사양인 J05C-TI형이 탑재되었다. 핸들과 계기판의 경우 히노 레인저와 유사하다. 4륜 에어 서스펜션이 탑재되었다. 터보 엔진 사양의 경우 ABS가 장착되었고 5단 수동변속기와 3단 자동변속기가 탑재되었다. 1997년 12월에 시내버스 사양이 추가로 출시되었다.

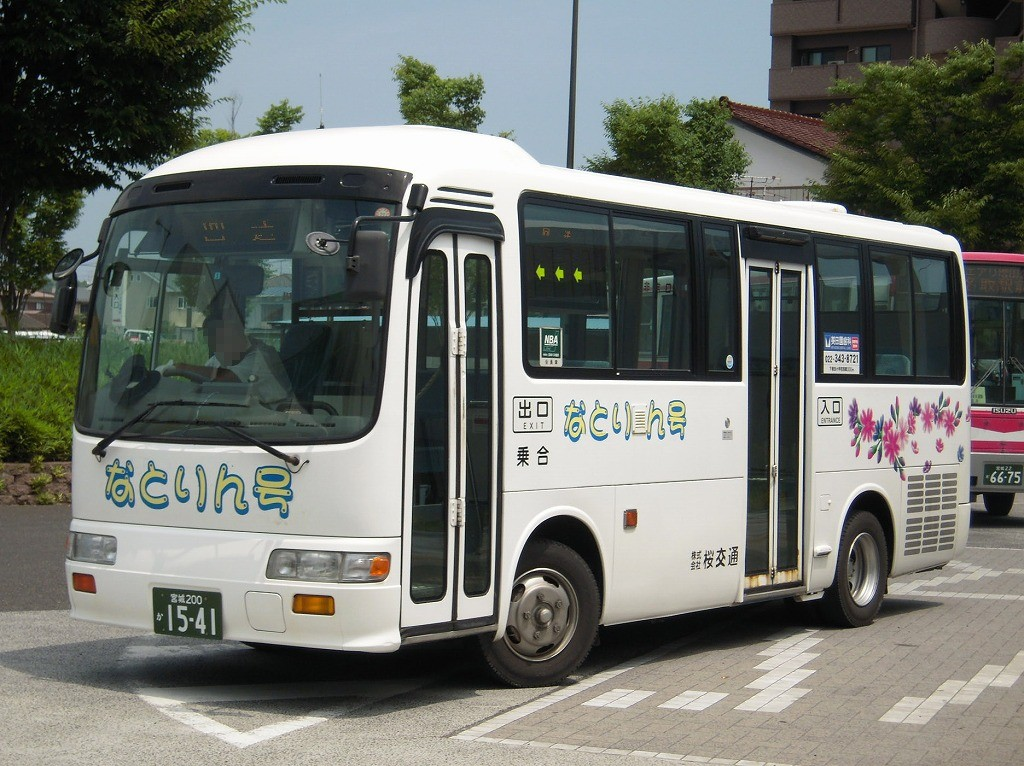
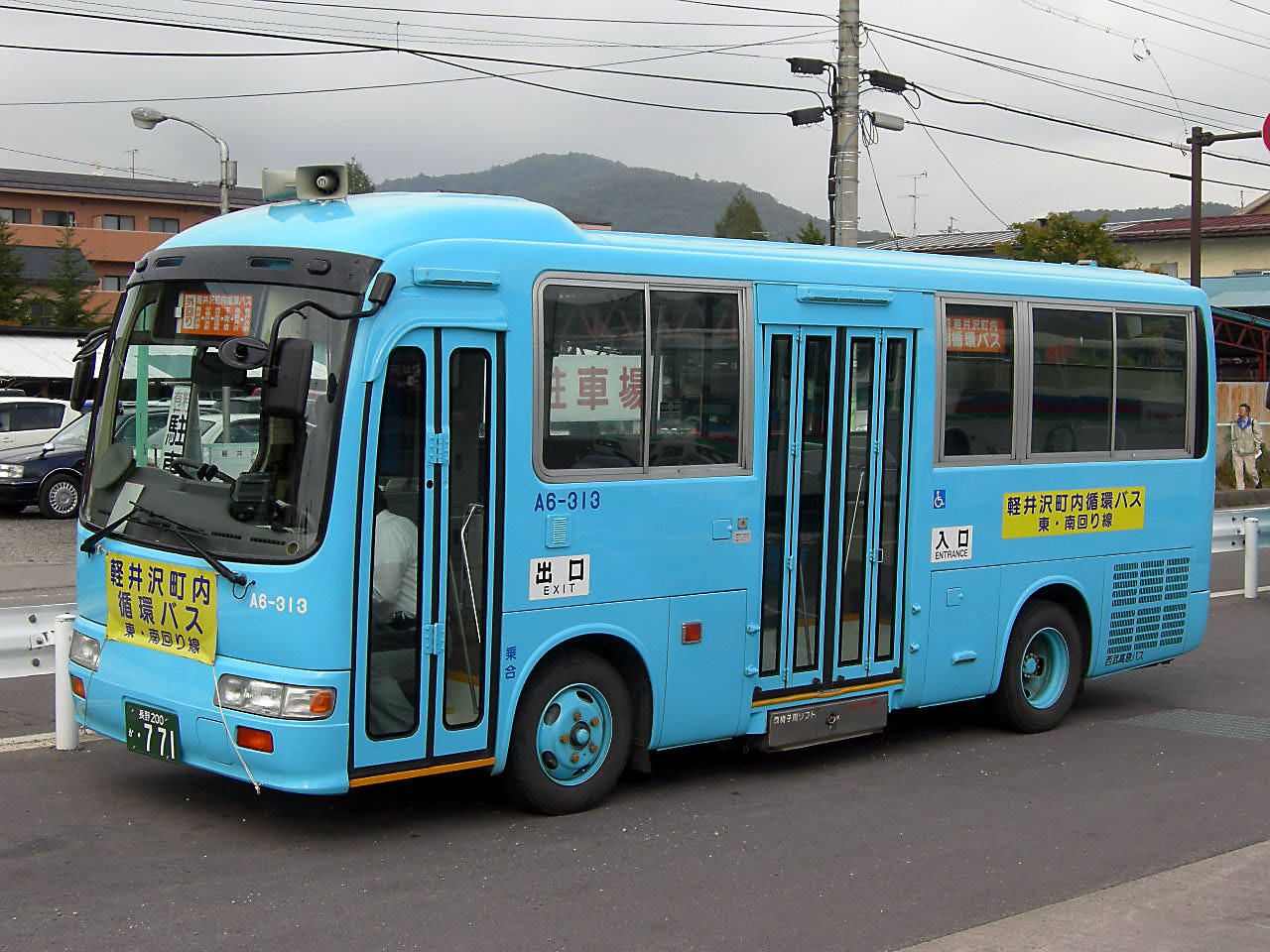
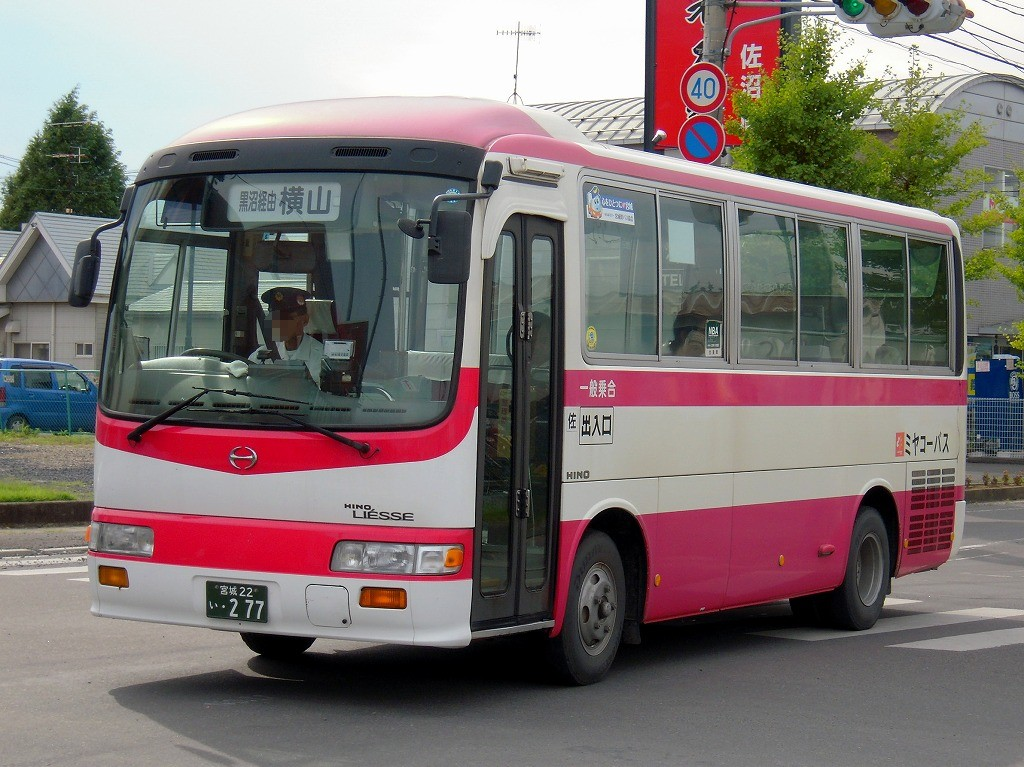
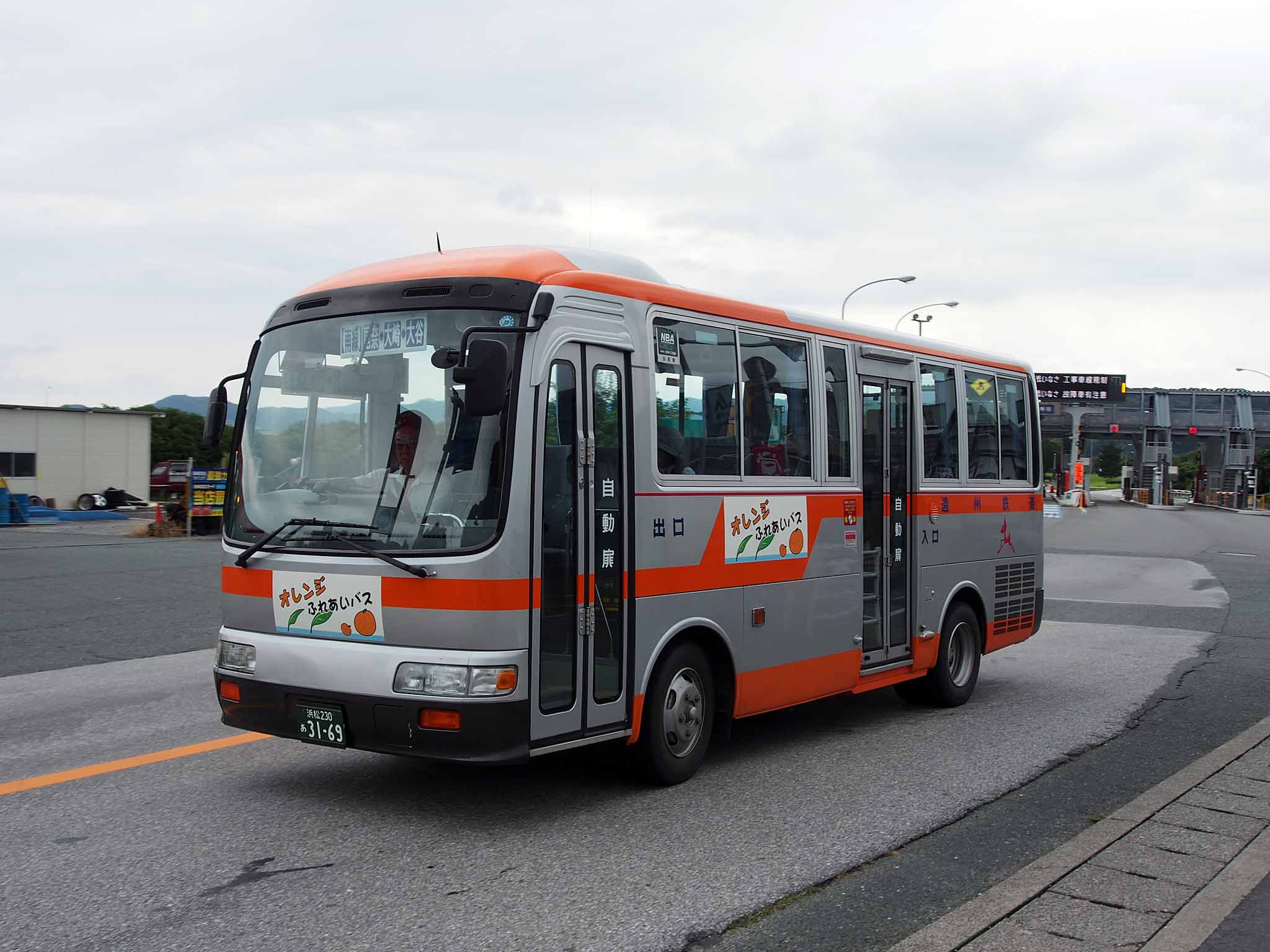

#### KK-RX4JFEA
1999년 6월에 최초로 출시 했으며 모든 차량에 ABS가 기본으로 장착되었고 전세버스 사양에 ES 시프트가 장착되었다. 소음 규제 대응에 따라 2001년 7월에 엔진 사양인 J05C-TI형으로 통합되었다.

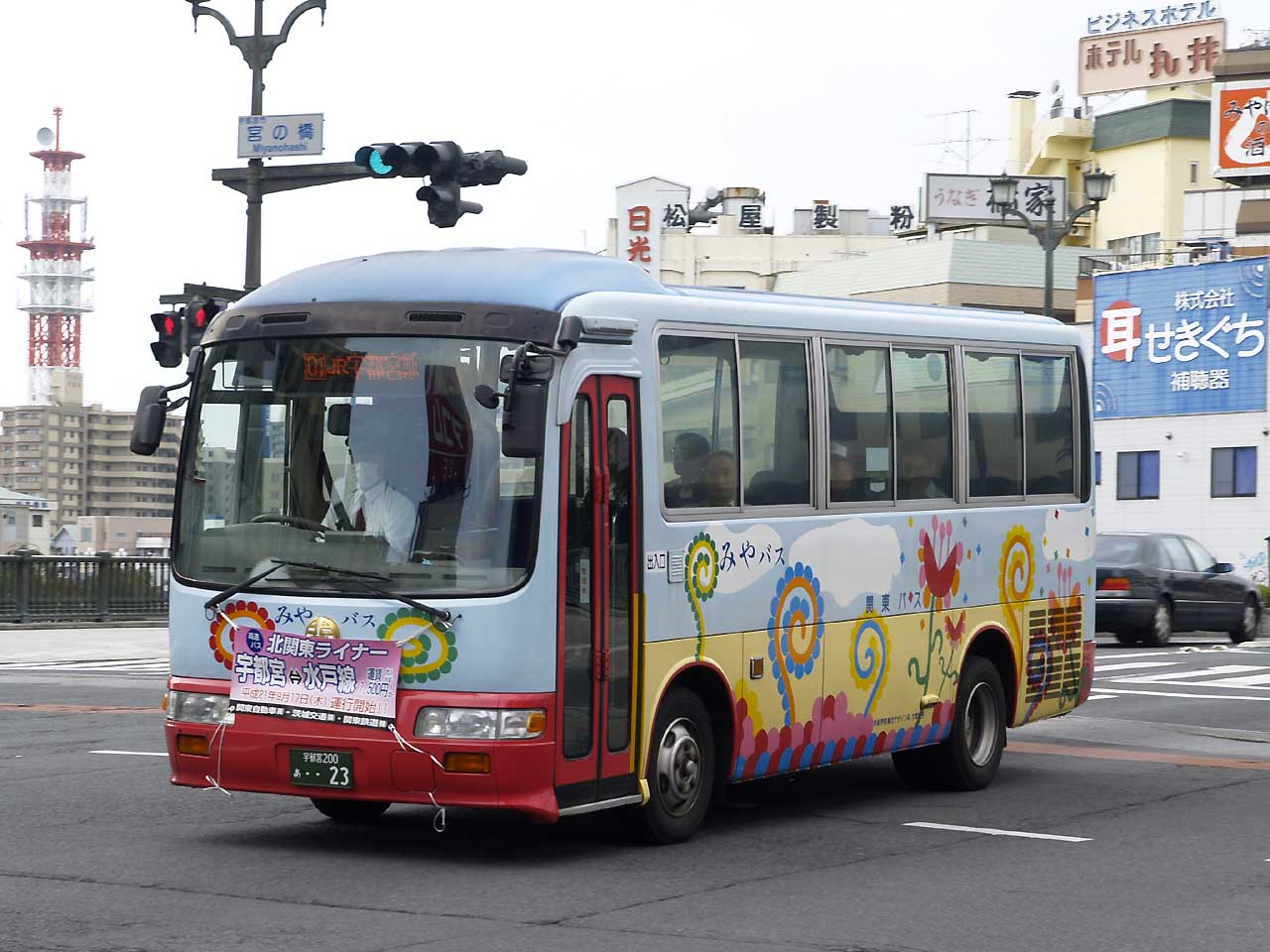
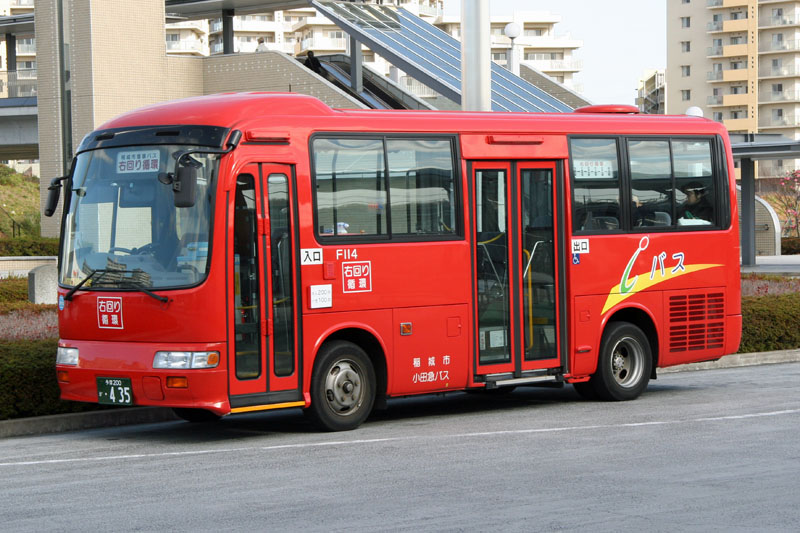
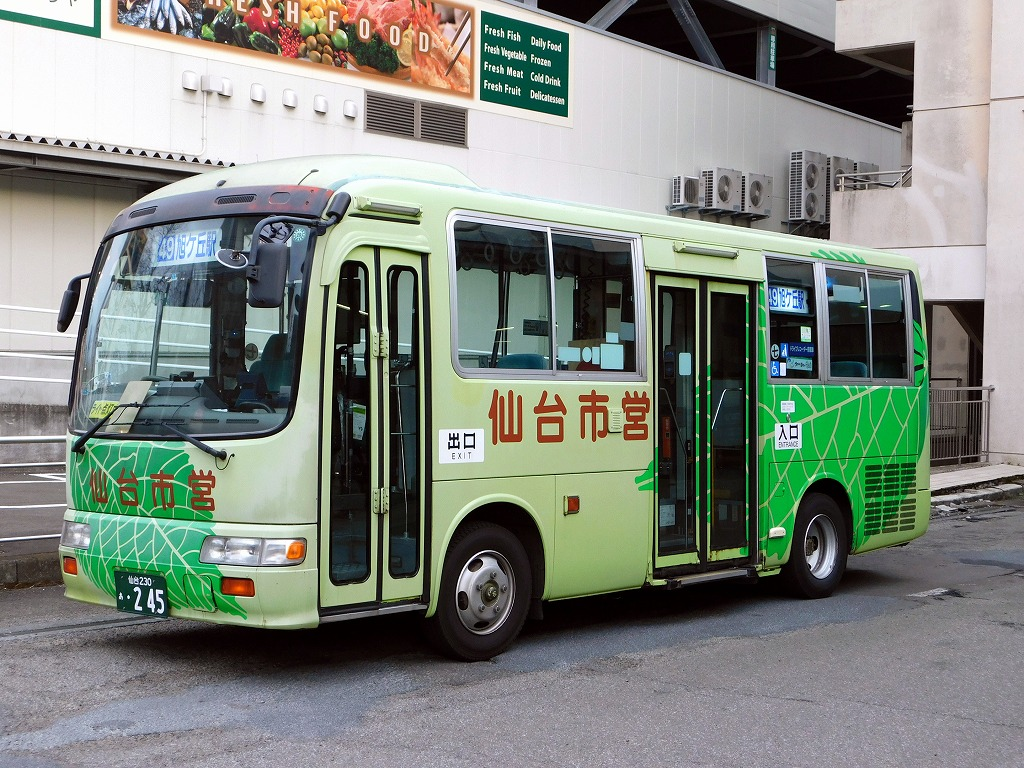
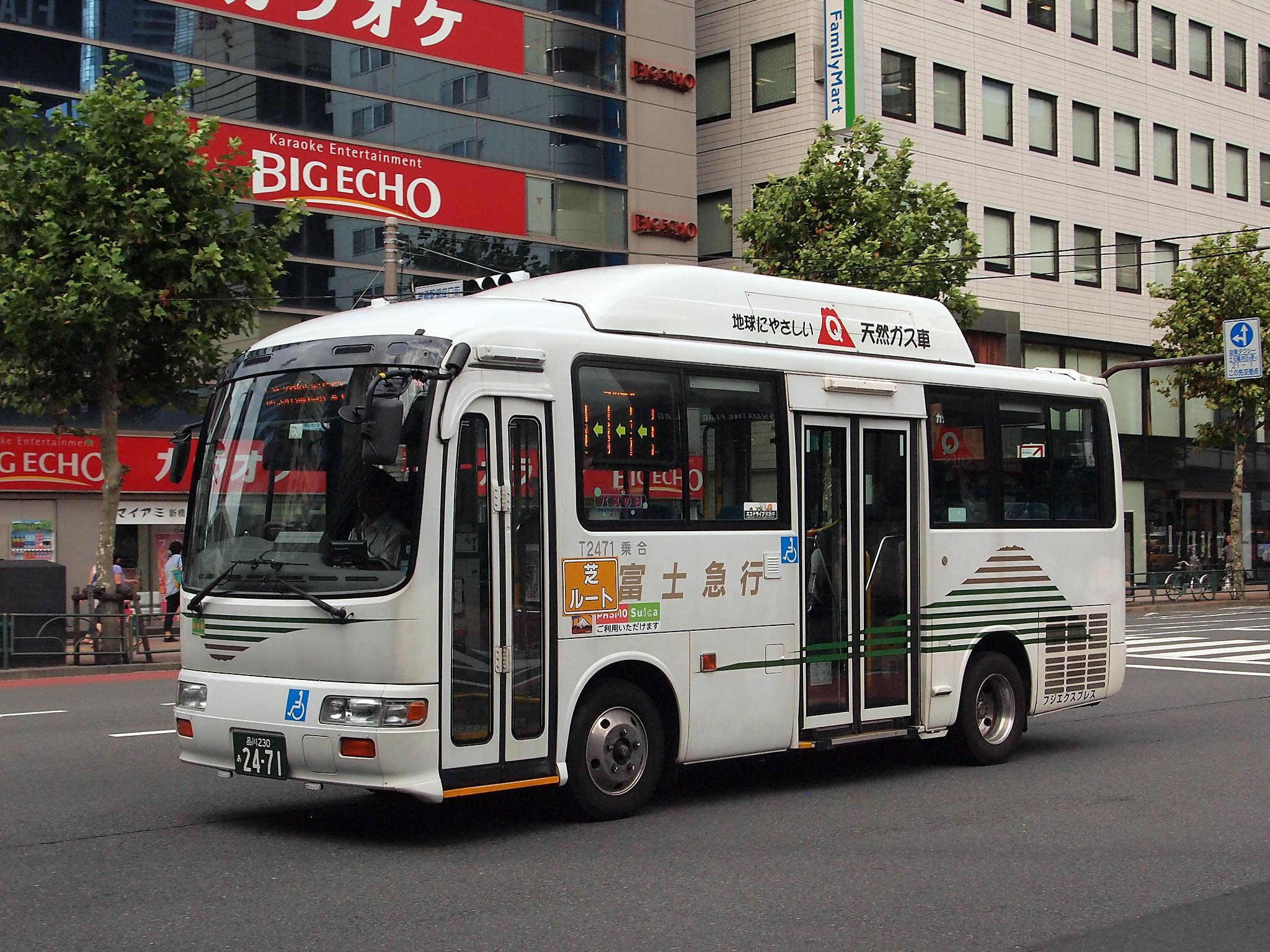

#### PB-RX6JFAA
2004년 8월에 출시된 모델로 기존 모델과 달리 범퍼 위치가 변경되었고 엔진은 J05D-TC형으로 변경되었다. 엔진의 출력 향상되면서 최종 감속비가 개선되었다.

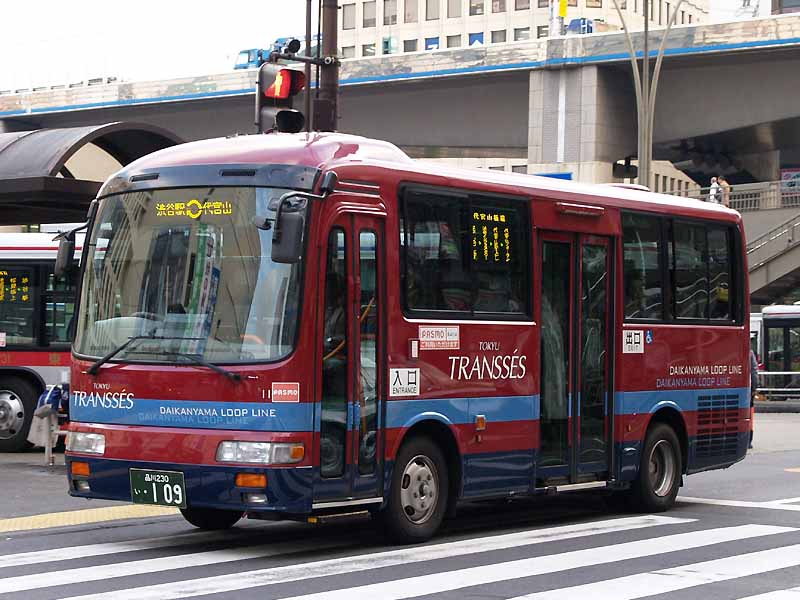
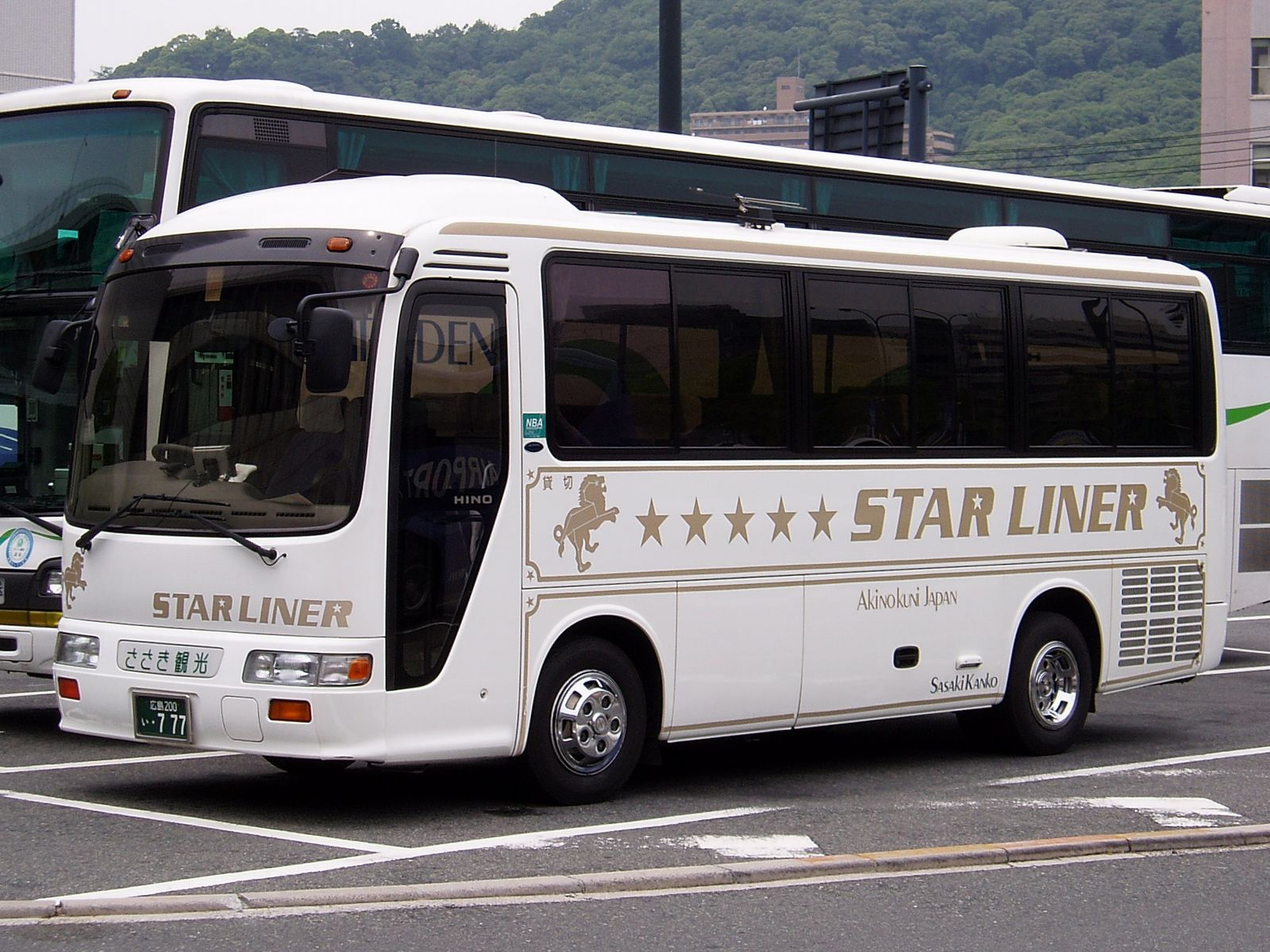
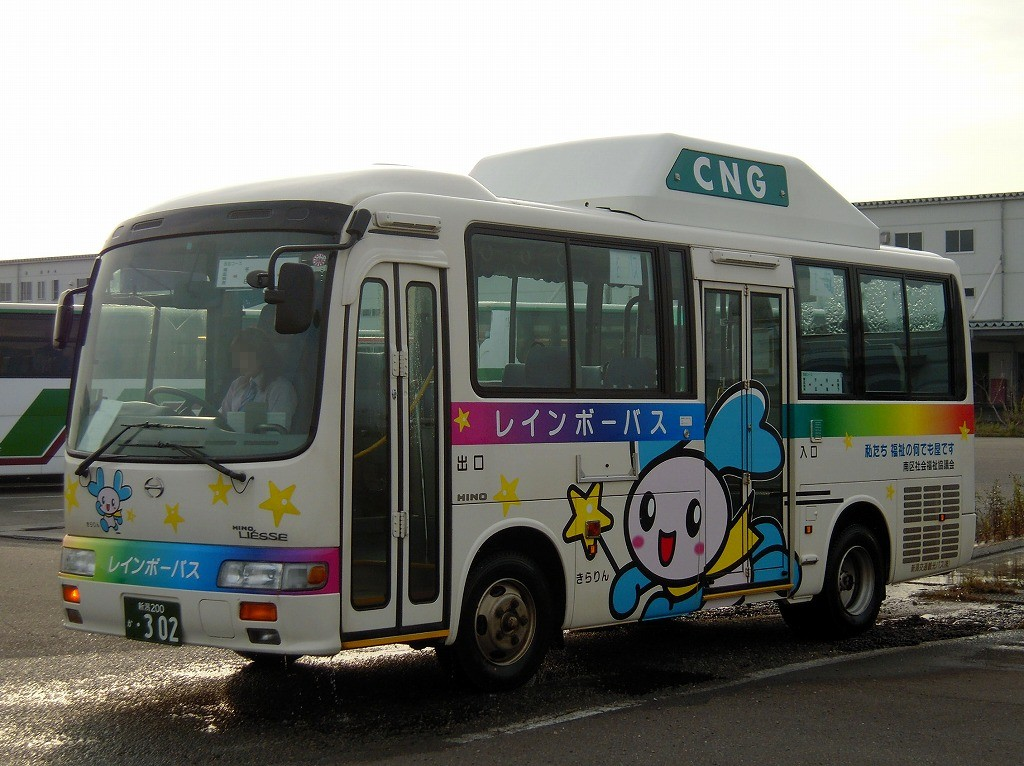
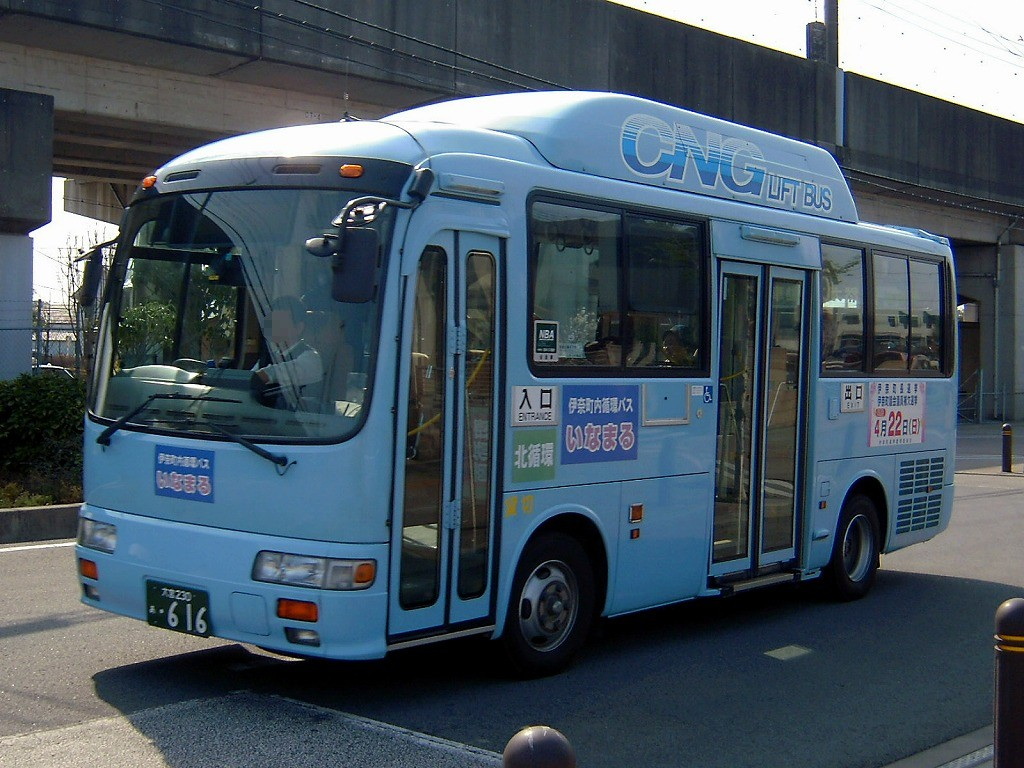

#### BDG-RX6JFBA
배출가스 규제 대응에 따라 2007년에 마이너 체인지 모델로 출시되었다. 엔진은 J05D-TE형이 탑재되었고 5단 수동변속기가 적용되었다. 2011년 8월에 배출가스 규제에 대응하지 않고 후속 차량 없이 단종되었다.

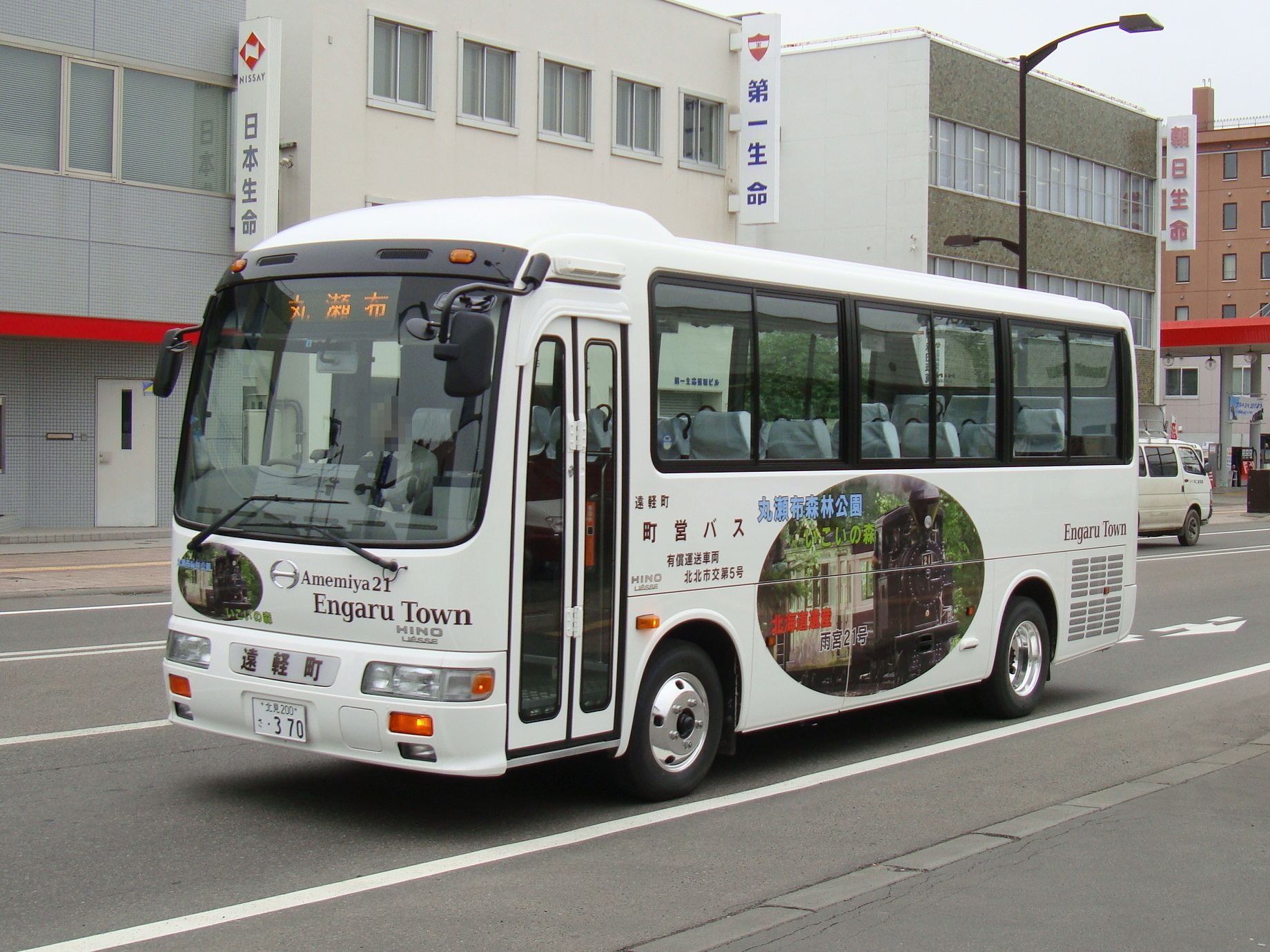
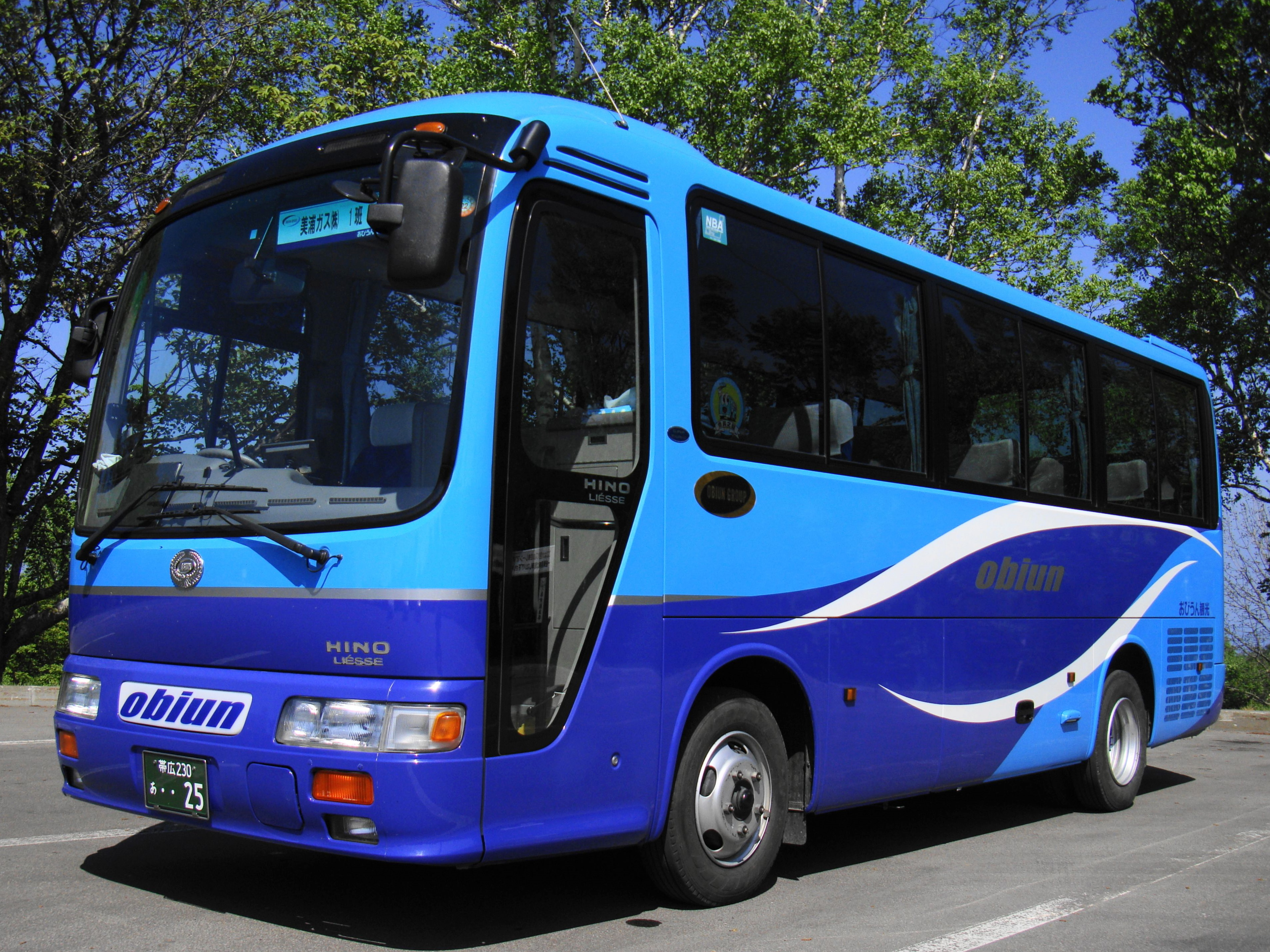
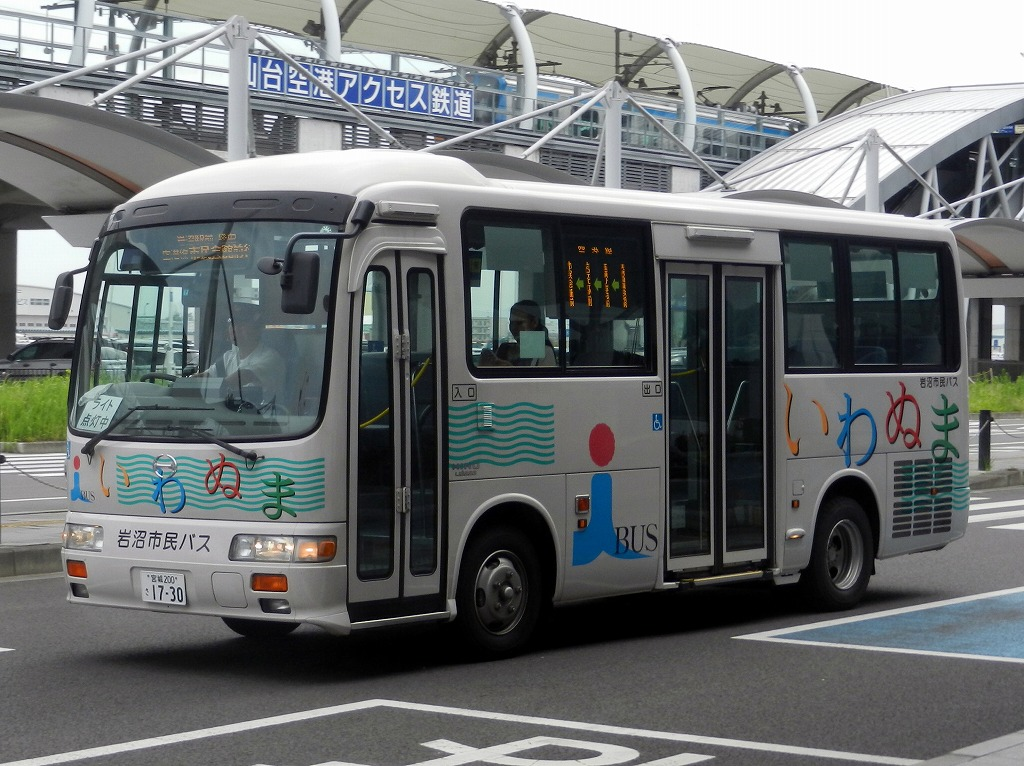

### 히노 리에세 II
히노 자동차와 토요타 자동차와 OEM 체결에 따라 토요타 자동차에서 제작된 토요타 코스터 모델이 OEM 공급한 모델로, 2016년 12월에 풀모델 체인지를 했다.

#### 1세대 (B40계, B50계)
1996년 6월에 히노 레인보우 AB형의 후속으로 출시되었다. 기존 토요타 코스터 모델과 차이점은 차명 표기 위치와 조수석 안전 창문, 후면 유리에 히노 자동차 로고가 적용된 것이 특징이다. 2010년 배출가스 규제 대응에 따라 2011년 8월에 마이너 체인지를 거치면서 J버스의 전담 차량 및 토요타 자동차 OEM 공급 차량 최초로 에어루프의 명칭을 채용했다.
2015년 1월에 일부 개량을 거치면서 연비를 향상시키고, 엔진 탑재 차량이 2015년 연비 기준을 달성했다.

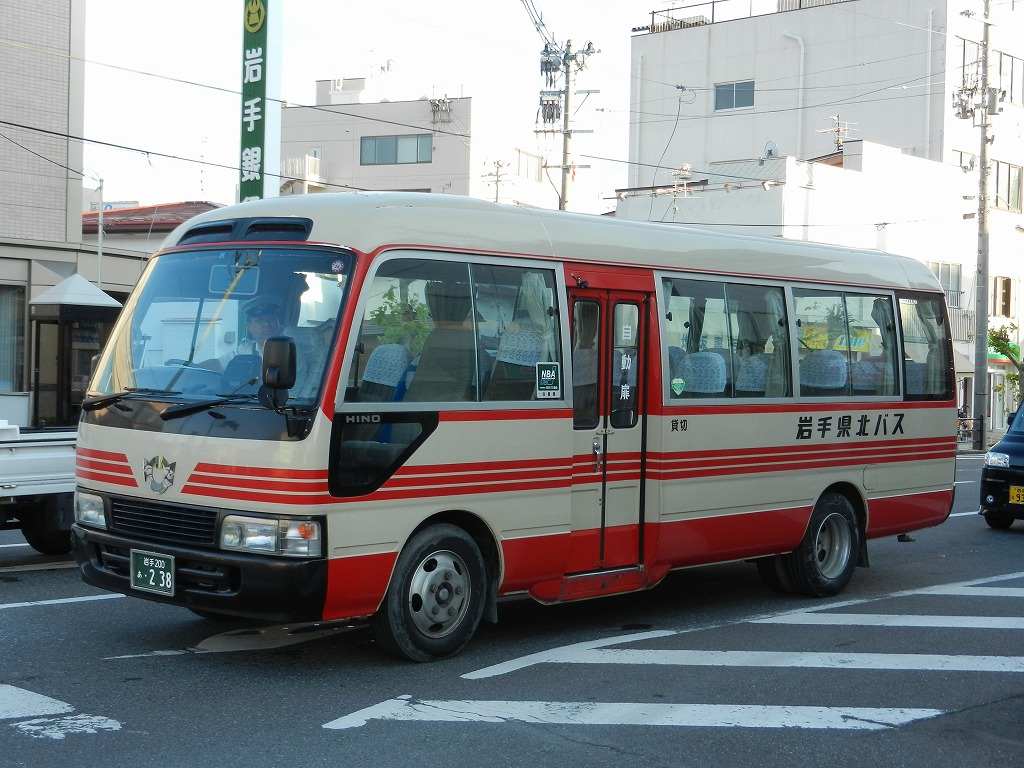
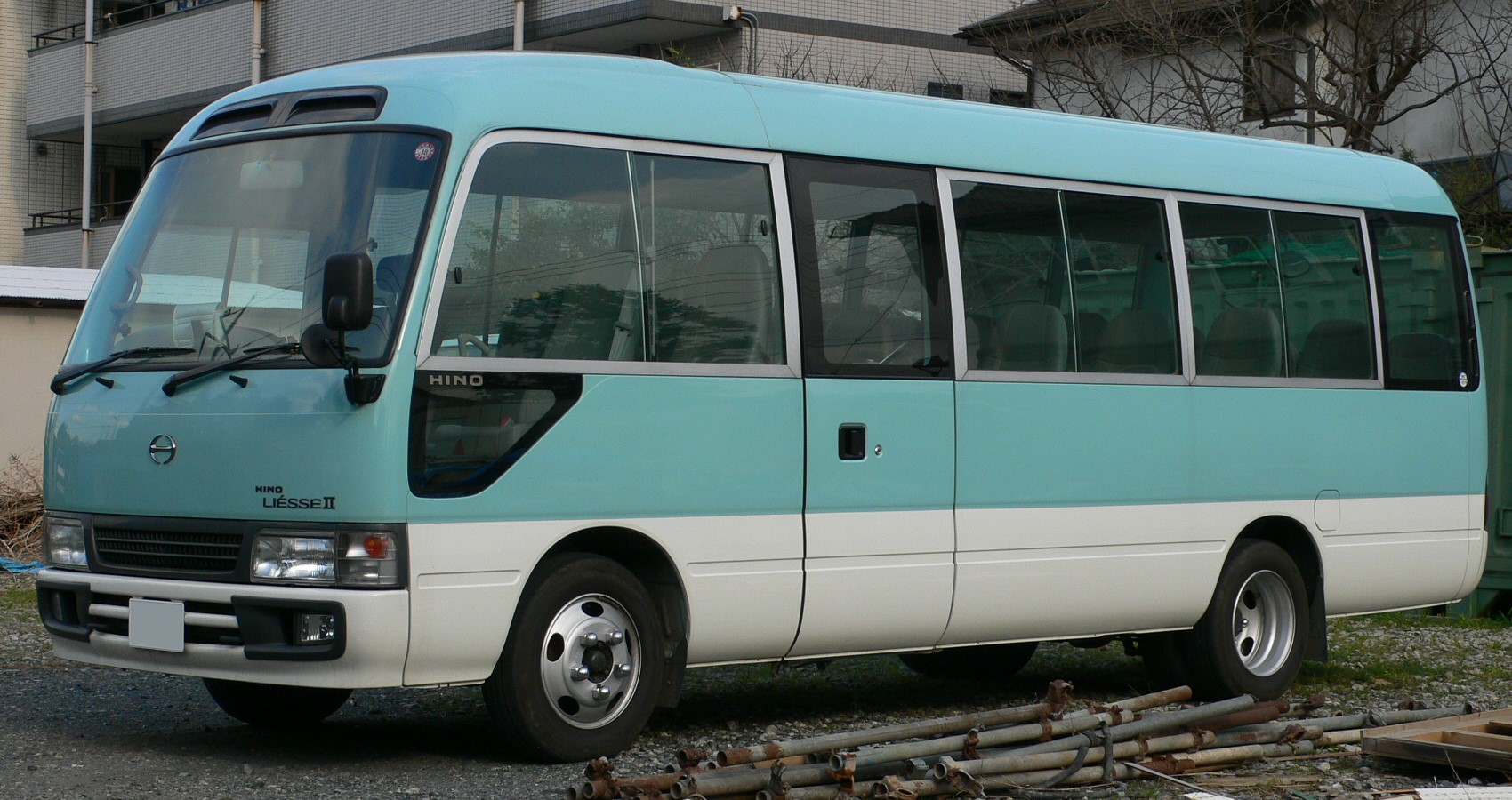
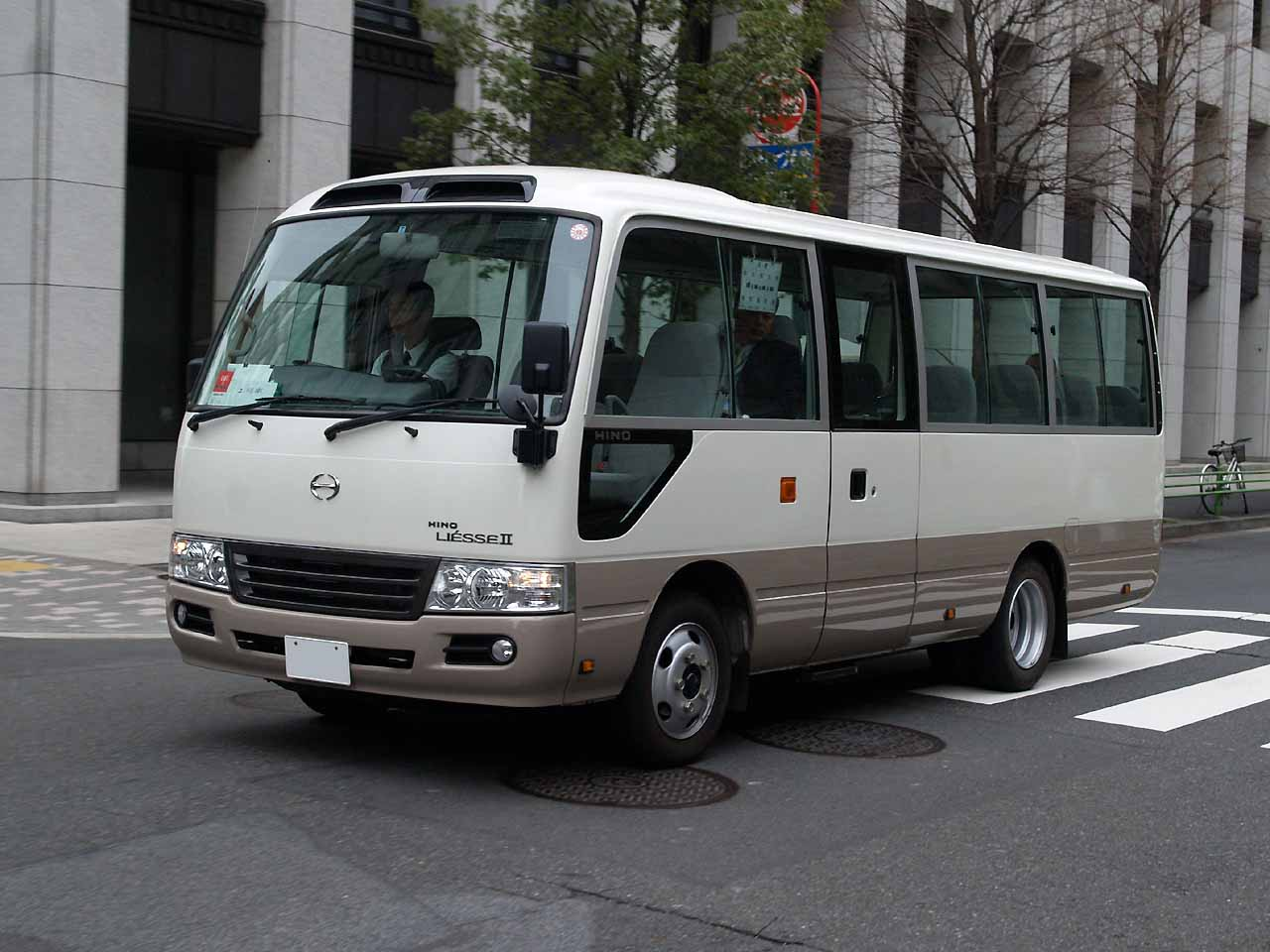
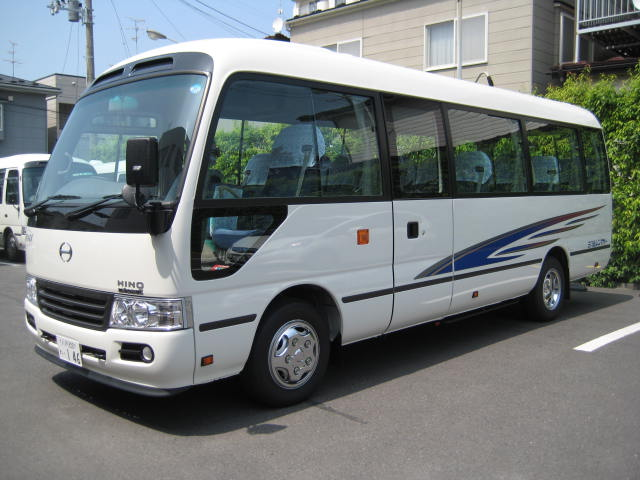

#### 2세대 (B60계, B70계)
기존에 OEM 모델로 공급을 받았던 토요타 코스터가 2016년 12월 22일에 풀모델 체인지를 발표했으며 같은 해 12월 26일에 풀모델 체인지로 발표되었다. OEM 모델로 공급을 받았던 토요타 코스터 선행 판매를 2017년 1월 6일에 들어갔다.
2018년 6월 22일에 마이너 체인지로 충돌 피해 경감 브레이크, 차선 이탈 경보가 추가 되었고 같은 해 7월부터 판매에 들어갔다.

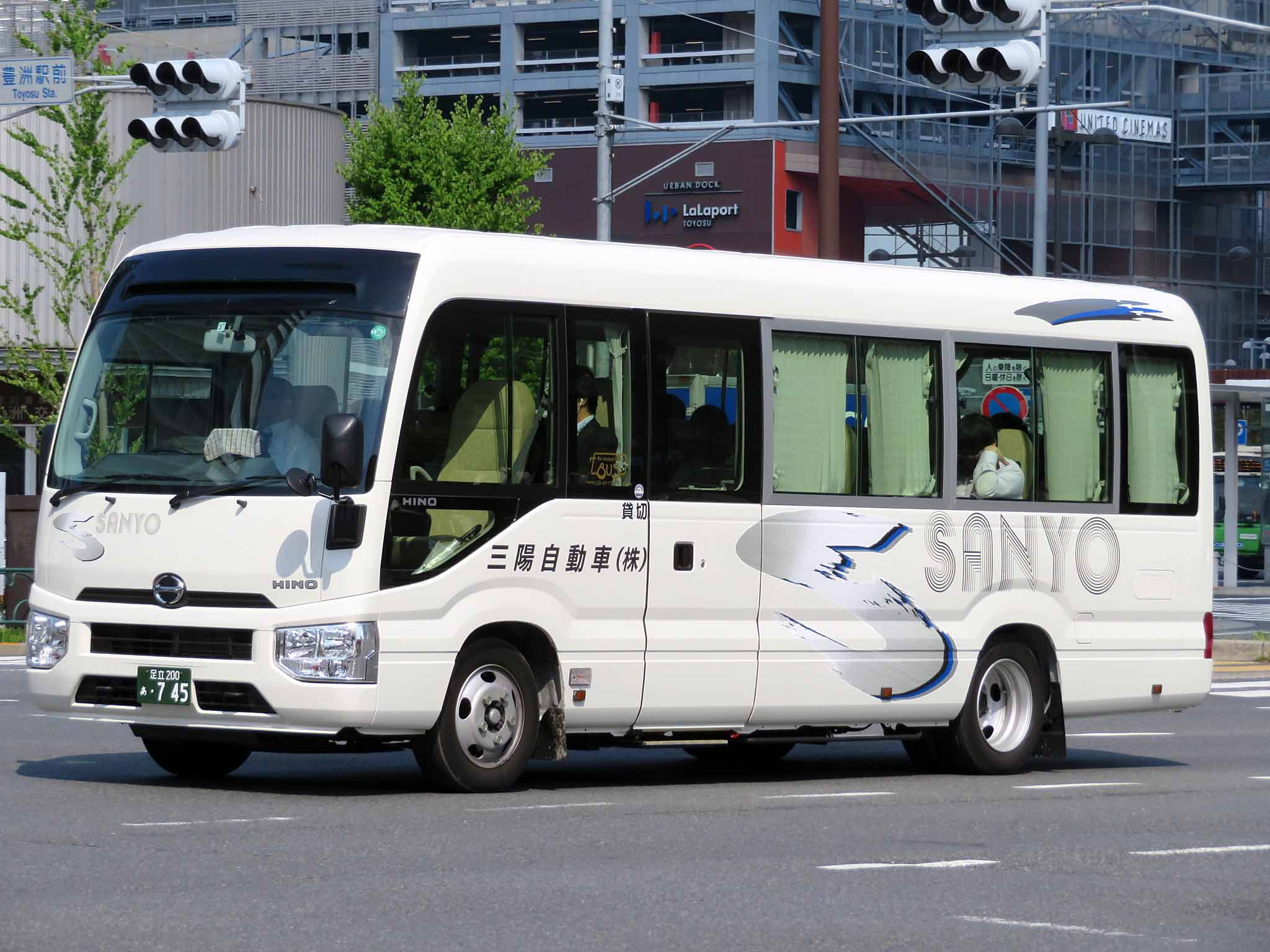

### 토요타 코스터 R

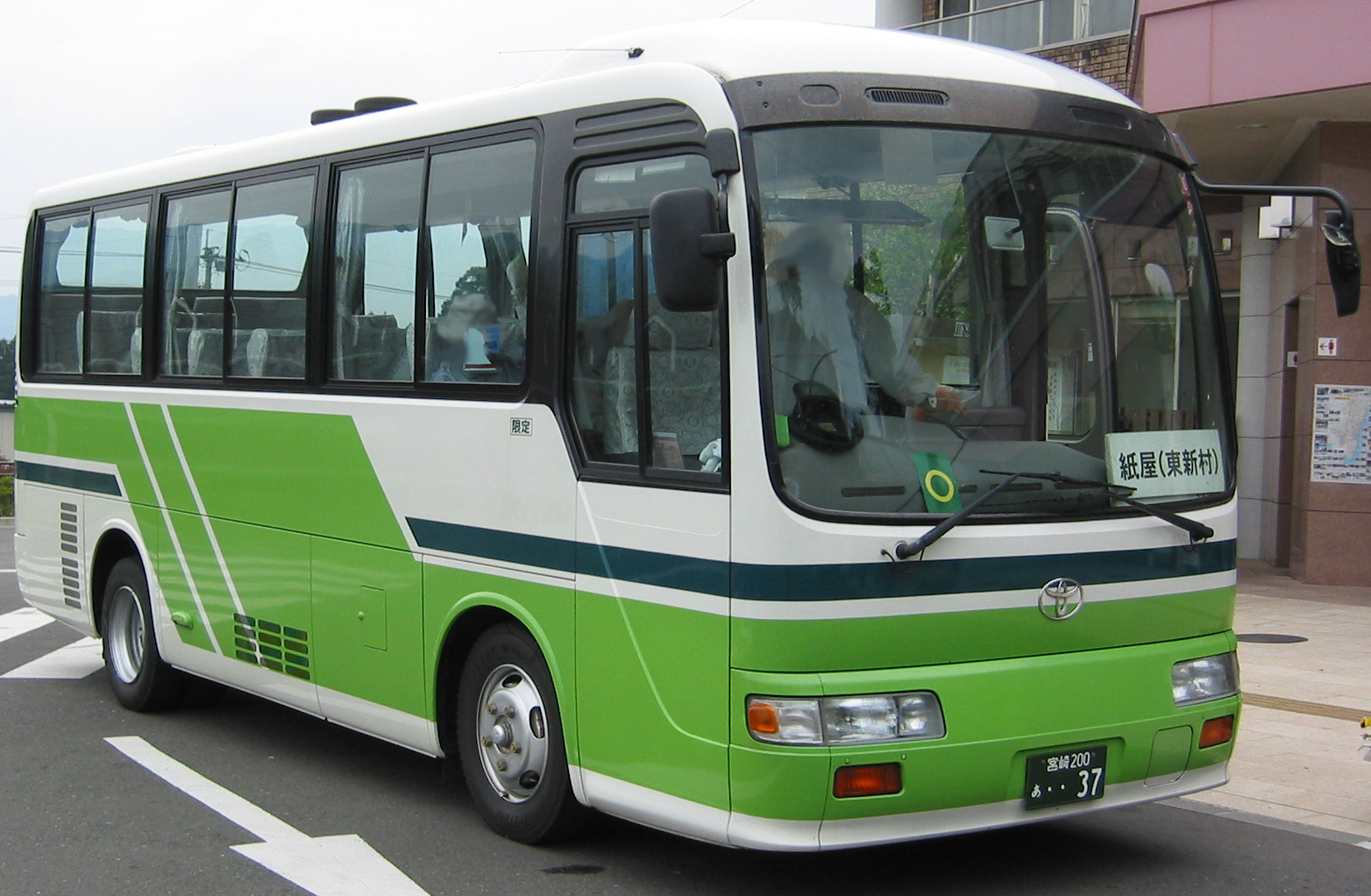
토요타 코스터 R

토요타 코스터 R(일본어: トヨタ・コースターR 토요타 코오스타아 아아루[*])은 1996년 6월에 최초로 출시한 모델로 히노 리에세 II 모델을 히노 자동차에 OEM 공급하면서 히노 리에세 II 모델을 토요타 자동차에 OEM 공급 방식으로 제작되었다. 형식은 KC-RX4JFAT이다. 1998년 배출가스 규제 대응에 따라 1999년에 형식이 KK-RX4JFET로 변경되었다가 이스즈 자동차에 OEM 공급을 위해 2003년 배출가스 규제 대응을 하지 않고 2004년 8월에 코스터에 통합되는 형식으로 단종되었다.

### 이스즈 저니 J

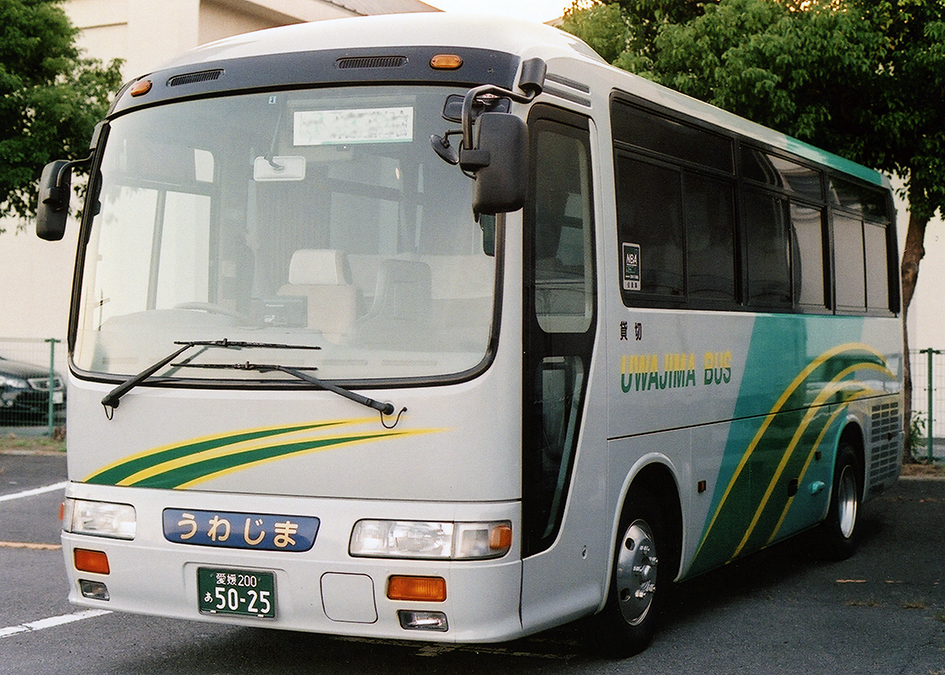
이스즈 저니 J

이스즈 저니 J(일본어: いすゞ・ジャーニーJ 이스즈 자아니이 제에[*])는 2003년 11월에 토요타 자동차가 이스즈 자동차에 OEM 공급을 하면서 출시했다. 형식은 KK-RX4JFEJ이다. 라인업은 기존 히노 리에세 모델과 유사하다. 2004년 8월에 마이너 체인지로 형식이 PB-RX6JFAJ으로 변경되었고 배출가스 규제 대응에 따라 초저 PM 배출 디젤차 저감 수준의 인증을 받았다.
2007년 6월에 마이너 체인지로 형식이 BDG-RX6JFBJ로 변경되었고 배출가스 규제 대응에 따라 낮은 배출 가스 중량차 인증을 받았다. 2011년 8월에 배출가스 규제에 대응하지 않고 히노 리에세 모델과 함께 단종되었다.

## 같이 보기
- 히노 자동차
- 히노 레인보우
- 히노 멜파
- 히노 폰초